# Esclerite
A esclerite é uma inflamação profunda e extremamente dolorosa da esclera (parte branca do olho), que pode afetar gravemente a visão, podendo até conduzir à cegueira. Mais da metade dos casos de esclerite estão associados a outras doenças que afetam o organismo (como artrite reumatoide) ou são causados por infecções ou ferimentos.

## Sintomas
Seus sintomas são: dor e vermelhidão na parte branca dos olhos e ainda, em menor quantidade, embaçamento da visão. A vermelhidão pode se intensificar até ficar quase roxo. Muitas pessoas que sofrem de esclerite sentem que a dor no olho irradia para outras áreas do rosto e da cabeça. Com menos frequência, ocorrem aumento na secreção lacrimal e sensibilidade à luz.